# Crime passionnel
Pour les articles homonymes, voir Crime passionnel (homonymie).
« Crime passionnel » désigne — dans le langage courant — un meurtre ou une tentative de meurtre dont le mobile est la passion ou la jalousie amoureuse. La victime est généralement une personne que le tueur dit aimer, l'ayant trompé ou s'étant séparée de lui (cas le plus courant au XXIe siècle dans les sociétés occidentales).
Ce type de meurtre est majoritairement perpétré par des hommes sur leur conjointe ou ex-conjointe. Il s'accompagne parfois du suicide de l'auteur de l'acte ou, plus rarement, du meurtre des enfants. La locution est contestée, notamment au sein du mouvement féministe, les violences psychologiques ou physiques étant déjà présentes dans la plupart des cas.
Cette notion n'existe pas dans le Code pénal français. Dans le Code pénal suisse, le « meurtre passionnel » s'applique à des situations qui n'ont rien à voir avec la jalousie.

## En droit

### Canada
Au Canada, les crimes conjugaux peuvent bénéficier du moyen de défense de l’automatisme. Cette défense s’applique en deux temps : d’abord, l’avocat de la défense doit démontrer, à l’aide du témoignage d’un expert, que l’accusé a agi involontairement. Si le jury ou le juge conclut que l’acte était involontaire, il devra ensuite déterminer si l’automatisme était en l’instance avec ou sans troubles mentaux. Dans la mesure où l’on conclut que l’automatisme est conjugué à des troubles mentaux, alors ce seront les critères s’appliquant à cette défense qui devront s’appliquer.
Si l'automatisme est sans trouble mental et permet de soulever un doute raisonnable sur le fait que le crime était volontaire, alors l'accusé sera acquitté.

### France
La notion de crime passionnel n'a jamais existé en tant que telle dans le droit français, et il ne s'agit pas d'un concept juridique reconnu. L'expression est née dans la presse au XIXe siècle.
Toutefois, avant 1975, le caractère passionnel pouvait constituer une circonstance atténuante. Les crimes dits passionnels ont fait l'objet d'une certaine indulgence de la part des tribunaux et de la société, qui considéraient que la passion amoureuse pouvait faire perdre le contrôle de soi-même dans les cas extrêmes, notamment de jalousie. La sévérité était moins marquée qu'envers les autres types de meurtres, que ce soit dans la loi (lois d'exception) ou seulement dans les faits (circonstances jugées atténuantes)[réf. souhaitée]. Par exemple, l'article 324 du Code pénal de 1810, aujourd'hui abrogé, disposait que « dans le cas d’adultère (…), le meurtre commis par l’époux sur son épouse, ainsi que sur le complice, à l’instant où il les surprend en flagrant délit dans la maison conjugale, est excusable »,. Cette définition exigeait que plusieurs conditions soient réunies pour que le meurtre soit reconnu comme excusable :
- Le crime passionnel n'était excusable que s'il était commis par le mari. La formulation « par l’époux sur son épouse » excluait qu'une femme trompée puisse tuer son époux infidèle.
- Le mari devait surprendre l'épouse et son amant en train de commettre l'adultère. Le meurtre n'était donc pas excusé si le mari apprenait l'infidélité de l'épouse à l'occasion d'une conversation.
- Le meurtre devait être commis au moment de la découverte de l'adultère (flagrant délit), conformément à l'idée que l'émotion avait altéré le jugement du meurtrier. Un mari qui décidait d'assassiner son épouse ou l'amant plusieurs jours après la découverte ne bénéficiait pas de la circonstance atténuante.
- L'adultère devait être commis dans le domicile conjugal.

Le meurtre conjugal se transforme par la suite en crime de droit commun, sans que le caractère « passionnel » constitue une circonstance aggravante ou atténuante. En 1994, la qualité de conjoint de la victime devient une circonstance aggravante. En 2006, cette disposition est élargie aux concubins, aux pacsés et aux anciens partenaires. Le meurtre peut ainsi être puni de la réclusion criminelle à perpétuité (au lieu de 30 ans).

### Suisse
En Suisse, le Code pénal définit le meurtre passionnel ainsi (article 113) :

« Si le délinquant a tué alors qu’il était en proie à une émotion violente que les circonstances rendaient excusable, ou qu’il était au moment de l’acte dans un état de profond désarroi, il sera puni d’une peine privative de liberté d’un à dix ans. »

Il concerne des situations émotionnelles particulières qui ne correspondent pas à l’adultère ou la jalousie, contrairement à ce que laisse entendre le langage courant. Dans les affaires de vengeance amoureuse, c’est en le meurtre ordinaire, voire l’assassinat, qui est généralement retenu.
Le « meurtre passionnel » désigne des cas exceptionnels où le meurtrier, sans faute de sa part, se trouve dans une situation dramatique qui rend difficile la maîtrise de soi (par exemple, un père qui arrive au moment où un violeur vient d’assassiner sa fille et, aveuglé par la douleur, le tue).

## Dans le langage courant

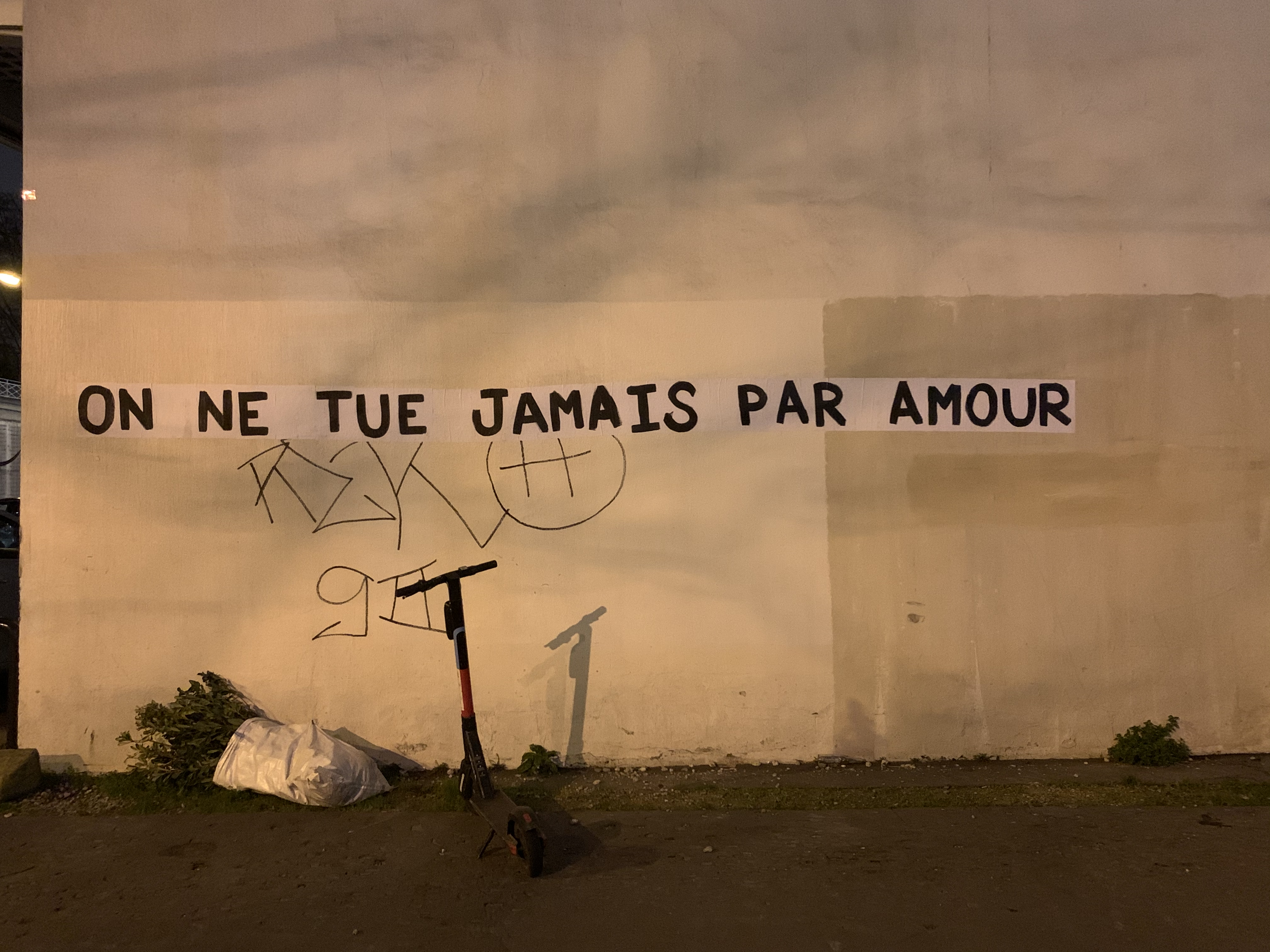
On ne tue jamais par amour, collage féministe à Paris en 2020.

L'expression « crime passionnel » reste employée dans le langage courant avec son sens initial de circonstance atténuante et non aggravante. Son champ a par ailleurs été excessivement élargi par rapport à sa définition historique. La presse et les médias ont tendance à qualifier de « crime passionnel » tout meurtre d'un (ex-)conjoint, y compris lorsque le crime a été prémédité[réf. nécessaire]. Cette extension vide la notion de son sens, car l'excuse du crime passionnel se fondait sur l'idée que le meurtrier a subi une altération de son jugement sous le coup de l'émotion.
Cette utilisation est aujourd'hui dénoncée en tant que travestissement des violences faites aux femmes. Philippe Besson  rappelle que l'on ne peut tuer par amour et que le mobile est en réalité l'atteinte à l'ego et au sentiment de propriété du meurtrier.[pertinence contestée]
En comparant les articles de presse rédigés après l'homicide de Marie Trintignant par Bertrand Cantat, une équipe de sociologues et psychologues identifient deux types d'approches. L'une, celle d'un homicide relevant de la violence conjugale, met l'accent sur l'enfermement de la victime au sein du couple, et de sa soumission au huis clos voulu par l'homme, qui correspond à un système de contrôle, une volonté de domination masculine trouvant comme réponse chez la partenaire une perte d'autonomie, ainsi que l'intériorisation d’une certaine infériorité. L'autre approche, celle du crime passionnel, voit dans la relation, bien qu'asymétrique puisque c'est l'homme qui est à l'origine de l'enfermement, la manifestation d'un amour réciproque : « au nom de l’amour, Bertrand Cantat cherche à contrôler Marie Trintignant, et c’est au nom de l’amour qu’elle éprouve, semble-t-il, que Marie Trintignant, à la fin des séances de tournage, se précipite pour le rejoindre. En fait, la référence à la passion et à l’amour indique l’idéalisation de la relation violente ». Ces auteurs constatent que la première approche se situe du point de vue de la femme, tandis que la seconde se situe du point de vue de l'homme.
Des analyses statistiques démontent l'image du conjoint paisible transformé subitement en meurtrier par un coup de sang. Sur les 138 homicides conjugaux commis en 2016, la victime avait été auparavant victime de violences (physiques, sexuelles ou psychiques) dans près de 70 % des cas. À la suite d'une enquête menée sur l'ensemble des féminicides commis en 2018, en France, Le Monde considère en 2020 que la distinction entre crime prévisible et crime passionnel est « dénuée de sens ».